# Louis-Victor de Caux de Blacquetot
Louis-Victor de Caux de Blacquetot (Douai, 23 maggio 1773 – Saint-Germain-en-Laye, 6 giugno 1845) è stato un generale, politico e nobile francese.

## Biografia
Figlio di Jean Baptiste de Caux de Blacquetot, Louis-Victor nacque a Douai nel 1773.
Studiò al College de Juilly ed intraprese poi la carriera militare, venendo promosso sottotenente del genio militare il 1º marzo 1793.
Prese parte alle campagne militari nelle Ardenne, sul Reno e sulla Mosella. Si distinse nella battaglia di Erbach, nella battaglia di Dillingen e nella battaglia di Neresheim nonché nella traversata del Danubio, nell'assedio di Korich ed a Bourgrieden.
Nominato comandante di un battaglione nel 1799, gli fu data dal generale Jean Victor Marie Moreau la responsabilità della firma dell'armistizio di Ulma, Ingolstadt e Philipsburg occupate dagli austriaci, per cui si trovò a trattare col conte Ferdinand Bubna von Littitz. Nel 1800 sposò la pittrice Iphigénie Milet-Moreau, figlia di Louis Marie de Milet de Mureau. Impiegato in riserva dal 1806, fu capo dello staff del genio dell'esercito francese.
Nel 1807 diresse il dipartimento della guerra e l'equipaggiamento del corpo dei genieri imperiali, e prese poi parte alla Spedizione di Walcheren. Nel 1813 ottenne il titolo di barone dell'Impero e il grado di colonnello.
Nominato generale di brigata il 20 aprile 1814, divenne consigliere di stato nel 1817. Nel 1817 ottenne anche il titolo di visconte e la commenda dell'Ordine di San Luigi; il 30 luglio 1823 venne promosso tenente generale. Il 21 gennaio 1828 venne nominato ministro della guerra, carica che mantenne sino all'8 agosto 1829. Nel 1832 divenne pari di Francia.
Morì nel 1845.

## Araldica
|  |

|  |

|  |